# Andrzej Dłużniewski
Andrzej Dłużniewski (* 3. August 1939 in Posen; † 16. Dezember 2012 in Warschau) war ein polnischer Künstler.
Dłużniewski studierte an der Technischen Universität in Breslau und Philosophie an der Universität Warschau, später an der Warschauer Akademie der Schönen Künste als Schüler von Oskar Hansen. Er erhielt 2006 den Jan-Cybis-Preis und galt als einer der bedeutendsten Konzeptkünstler der polnischen Nachkriegszeit.